# كريستيان هوف
كريستيان هوف (بالإنجليزية: Christian Hoff)‏ هو ممثل أمريكي، ولد في 21 أبريل 1968 في سان فرانسيسكو في الولايات المتحدة.

## أعمال

### أفلام
- (1992) إنسينو مان

### مسلسلات
- بيفرلي هيلز 90210

## وصلات خارجية
- كريستيان هوف على موقع IMDb (الإنجليزية)
- كريستيان هوف على موقع ألو سيني (الفرنسية)
- كريستيان هوف على موقع أول موفي (الإنجليزية)
- كريستيان هوف على موقع قاعدة بيانات برودواي على الإنترنت (الإنجليزية)
- كريستيان هوف على موقع ديسكوغز (الإنجليزية)
- كريستيان هوف على موقع قاعدة بيانات الفيلم (الإنجليزية)
- كريستيان هوف على موقع كينوبويسك (الروسية)